# Springdale (Washington)
Springdale és una població dels Estats Units a l'estat de Washington. Segons el cens del 2000 tenia 283 habitants.

## Demografia
Segons el cens del 2000, Springdale tenia 283 habitants, 100 habitatges, i 74 famílies. La densitat de població era de 108,2 habitants per km².
Dels 100 habitatges en un 39% hi vivien nens de menys de 18 anys, en un 46% hi vivien parelles casades, en un 23% dones solteres, i en un 26% no eren unitats familiars. En el 23% dels habitatges hi vivien persones soles el 12% de les quals corresponia a persones de 65 anys o més que vivien soles. El nombre mitjà de persones vivint en cada habitatge era de 2,77 i el nombre mitjà de persones que vivien en cada família era de 3,23.
Per edats la població es repartia de la següent manera: un 35% tenia menys de 18 anys, un 6% entre 18 i 24, un 24% entre 25 i 44, un 23% de 45 a 60 i un 12% 65 anys o més.
L'edat mediana era de 34 anys. Per cada 100 dones de 18 o més anys hi havia 102,2 homes.
La renda mediana per habitatge era de 28.333 $ i la renda mediana per família de 27.188 $. Els homes tenien una renda mediana de 31.875 $ mentre que les dones 16.563 $. La renda per capita de la població era de 10.412 $. Aproximadament el 24,7% de les famílies i el 34,1% de la població estaven per davall del llindar de pobresa.

## Poblacions més properes
El següent diagrama mostra les poblacions més properes.